# 홋카이도 여객철도 키하283계 동차
홋카이도 여객철도 키하283계 동차(일본어: JR北海道キハ283系気動車)는, 홋카이도 여객철도(JR홋카이도)가 1995년부터 제작한 특급형 디젤 동차다.

## 개요
제3섹터인 홋카이도 고속철도개발에 의해 1994년부터 착수된 세키쇼 선·네무로 본선(미나미치토세 ~ 구시로간)의 고속화 사업에 맞추어 키하 281계의 발전형으로 개발된 틸팅 디젤 동차이다. 영업최고속도는 130km/h, 설계최고속도는 145km/h이다.
1995년에 선두차 2량, 1996년에 중간차 1량을 시험 제작하여 장기 시험에 착수했다. 같은 해에 양산형 차량 20량(1차 차량)이 제작되어 1997년 3월 22일에 있었던 운전시각표의 개정과 함께 특급 '슈퍼 오조라'(スーパーおおぞら)로 영업 운행을 개시했다.
1998년에 '슈퍼 호쿠토'(スーパー北斗, 호쿠토는 비틸팅 열차이다.)용으로 12량(2차 도입분)이 증비되었으며, 같은 해 하반기에 '슈퍼 오조라'용으로 4량(3차 도입분)이, 1999년에 4량(4차 도입분)이 제조되었다. 2000년에는 '슈퍼 도카치'(スーパーとかち)로도 투입되었다. 2001년에는 20량(5차 도입분)이 증비되어, 삿포로 ~ 구시로 간을 운행하는 특급 '오조라'(おおぞら)는 야간 열차를 제외하고 모두 이 계열의 차량을 사용하는 '슈퍼 오조라'로 바뀌었다.
제작사는 시험 제작한 중간 차량 키하 282-2001만 홋카이도 여객철도 나에보 공장이며, 이외에는 전 차량이 후지 중공업이다.

## 구조
차체
키하 281계와 같은 경량 스테인리스제이며, 전두부만 보통강제이다. 안개가 끼는 날이 많은 네무로 본선을 주행하기 위해 증설된 전조등에 HID를 채용했다. 또한 공조장치를 차량 지붕 위에서 바닥 위로 옮기는 등의 저중심화를 실시하여 승차감을 크게 개선했다. 주행중에 발생하는 좌우 요동을 억제하는 요댐퍼는 탑재하지 않았다.
외부 도색은 전두부와 승객용 출입문 주위는 코발트 블루, 스테인리스의 무도장(無塗裝) 부분과의 경계는 연두색(라이트 그린), 승객용 출입문의 창 주위는 빨강이다. 측면 창 주위는 키하 281계와 달리 무도장이다. 전두부 측면에는 형식명과 틸팅 기능을 이미지한 'FURICO 283'이라 쓰여진 로고 마크가 배치되어 있다.
대차

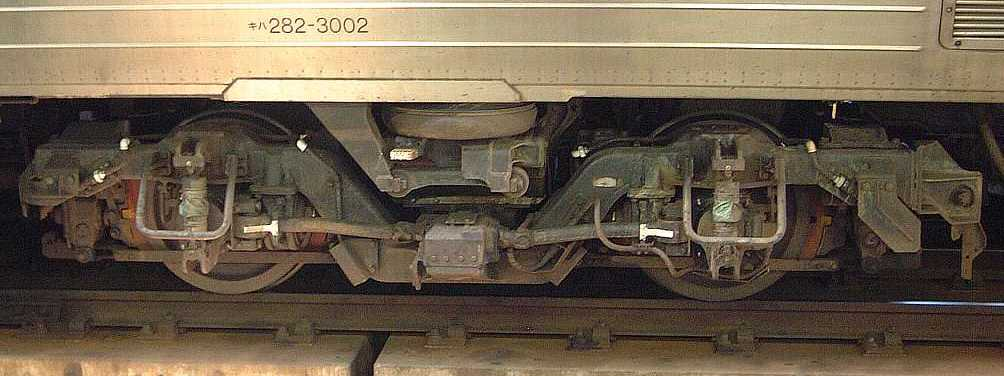
키하 283계의 N-DT283형 대차

대차는 제어부 자연진자식 틸팅 대차를 채용했다. 급곡선에 대응하기 위해 최대 틸팅 각도를 키하 281계의 5도에서 6도로 늘렸으며, 전후의 저널박스에 연결된 링크가 곡선을 통과할 때 신축하는 방식으로 차축을 항상 궤도와 직각으로 유지하는 링크식 자기조향(셀프 스티어링)기능이 추가되었다. 이러한 개량에 의해 반경 600m 이상의 곡선에서 원래 제한속도보다 40km/h까지 빠른 속도로 통과할 수 있게 되었다. 틸팅 동작을 제어·지령하는 컴퓨터는 차륜경의 감소에 의해 발생하는 차륜 회전수의 오차를 자동 보정해서 틸팅 동작의 차이를 없애는 기능도 가지고 있다.
엔진

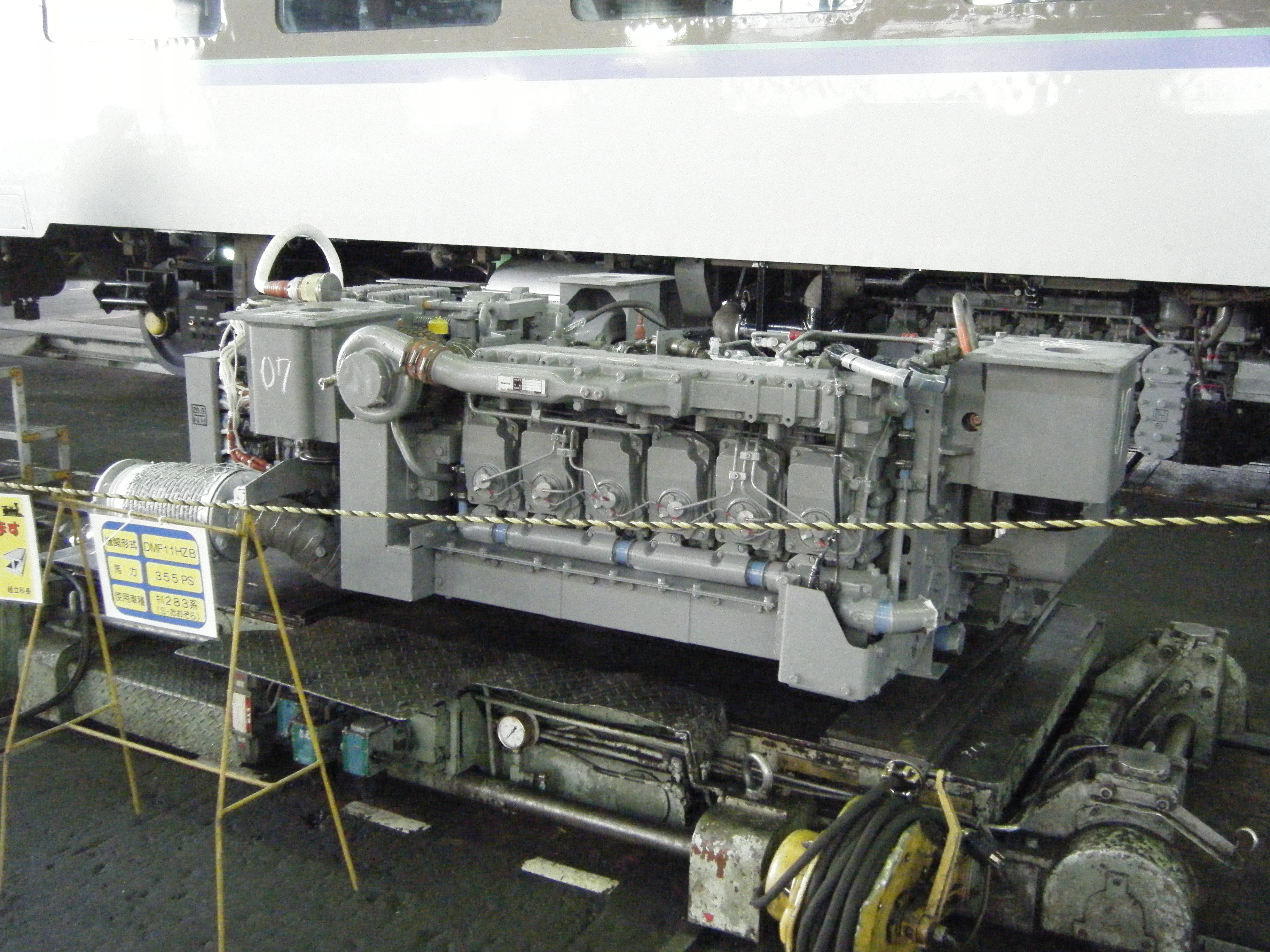
N-DMF11HZB형 엔진

각 차량에는 고마쓰제의 직렬 6기통 디젤 기관 N-DMF11HZA(SA6D125-H, 배기량 11.04L, 정격출력 355ps@2100rpm)가 2대씩 설치되어 있다. 이것은 키하 281계와 같지만 이 계열의 액체 변속기는 변속 1단 직결 4단·파워 온 제어를 채용한 N-DW18형이 탑재되어 있어 이에 의한 중속역에서의 가속성능과 등판능력의 향상·변속 충격의 경감이 도모되었다.
제동장치
배기제동 병용 전기지령식 공기제동으로 고속에서도 안정된 제동성능을 발휘하는 멀티모드 제동 제어 시스템을 탑재했다. 기초 제동장치는 답면제동 방식으로, 나에보 공장에서 제작된 특수 주철 제륜자를 사용하고 있다.
접객설비
히터가 내장된 바닥 위(床上)탑재식 공조장치 N-AU183B를 채용하여 좌석 아래의 전기 히터와 함께 난방 강화를 도모했다. 난방에 기관배기열을 이용하지 않아 온수 탑재량도 줄어들었다. 전원은 주행용 엔진에 장착된 유압구동식 발전기(AC 440V 60Hz, 25kVA)에 의해 공급된다.
좌석은 프리스톱(free stop)식 리클라이닝 시트로 측면 지지 방식을 채용하여 발밑 공간이 넓어졌다. '슈퍼 호쿠토'에 투입된 1998년제(2차 도입분) 보통차는 좌석 모켓의 색이 키하 281계 같은 보라색으로, 손잡이는 회색으로 변경되었다.
화장실의 오물 처리장치는 키하 281계와 같은 진공식이 채용되었다.
그 외의 설비
자동 방송 차임은 키하 281계와 같다. 측면의 행선지 표시기와 선두차 앞쪽의 애칭 표시기는 종래의 전기조명식 플랩에서 LED식으로 바뀌었다.
2001년에 제작된 5차 도입분은 승객용 출입문에 도어 차임을 탑재하였으며 데크, 객실, 연결부 등의 출입문이 터치센서식으로 변경되었다. 또한 보통차의 좌석 테이블이나 팔 받침대가 더 큰 것으로 바뀌었다.

## 개조
측창 강화 개조
혹한지에서의 고속운전으로 차체에 붙은 얼음덩어리가 주행중 낙하, 비산한 밸러스트가 측창을 파손시키는 일이 다수 발생했다. 이것을 방지하기 위해 2001년부터 전 차량에 측창 보호 개조가 실시되었다. 측창 바깥쪽에 폴리카보네이트(polycarbonate)제 투명 보호 커버를 추가하였다. 이 개조로 인해 측면 외관은 크게 바뀌었다. 2001년에 제작된 5차 도입분은 처음부터 보호 커버가 설치되었다.
하이브리드 차체 경사 시스템 시험
2006년 3월, 키하 283계의 틸팅 장치와 키하 261계의 틸팅 시스템을 조합한 하이브리드 틸팅 시스템이 가와사키 중공업·철도종합기술연구소(JR 총연)에 의해 공동 개발되었다. 키하 283계의 틸팅 장치에 의한 6도+키하 261계의 틸팅 장치에 의한 2도의 경사로 차체를 8도까지 기울일 수 있게 되어 제한속도 90km/h의 커브를 140km/h로 통과할 수 있게 되었다.
시험용 대차 N-DT283HX형은 키하 282-2007에 장착되어 일반 대차를 설치한 키하 283계와 혼합 편성된 3량 편성으로 삿포로~하코다테 간에서 시운전이 실시되었다. 이 장치를 사용한 시험은 하코다테 본선의 야쿠모역 부근에서 행해졌다. 이 시험에 사용된 선두차량은 시운전 종료 후 곧바로 정기 운용에 복귀하였으며 하이브리드 대차를 장착한 키하 282-2007는 나에보 공장에서 원래대로 되돌려진 후 복귀하였다.
실내 설비 리뉴얼
2006년 3월 18일 있었던 운전시각표 개정과 함께 홋카이도 내에서 운행하는 특급열차를 전차량 금연으로 하기 위해 키로 282형의 흡연 코너·키하 282형 100·2000·3000번대의 미니 라운지에 있는 재떨이를 철거하고 휴대전화 사용 스페이스로 바꾸었다. 키하 282형 기본차량은 카드식 공중전화가 철거, 업무용 스페이스로 변경되었다.
동시에 자동방송이 갱신되어 '알프스의 목장', '하이켄스의 세레나데', '철도 창가'의 차임이 흐르게 되었으며 동시에 차내 LED 표시기를 통한 영어 안내가 개시되었다.
좌석 리뉴얼
'슈퍼 호쿠토'용으로 투입된 1998년 제작분 2차 차량의 모켓 천이 교체되었다. 최초에 설치되어 있었던 보라색 모켓은 표준 무늬로 변경되었다.
2006년 12월 17일부터, 보통차 지정석의 좌석 리뉴얼이 시작되었다. 좌석 폭 확대·등받이 쿠션 설치·쾌속 '에어포트' 등에 설치된 'u시트'와 동일한 티켓 홀더 등의 설비를 도입하여 거주성 향상을 도모한 것이다. 키하 283형의 시공 차량에는 1번 AB석이 사라지고 그 자리에 대형 짐칸이 설치되어 정원은 46명으로 바뀌었다.

왼쪽：업그레이드된 좌석 - 정면
오른쪽：업그레이드된 좌석 - 후면

## 운용

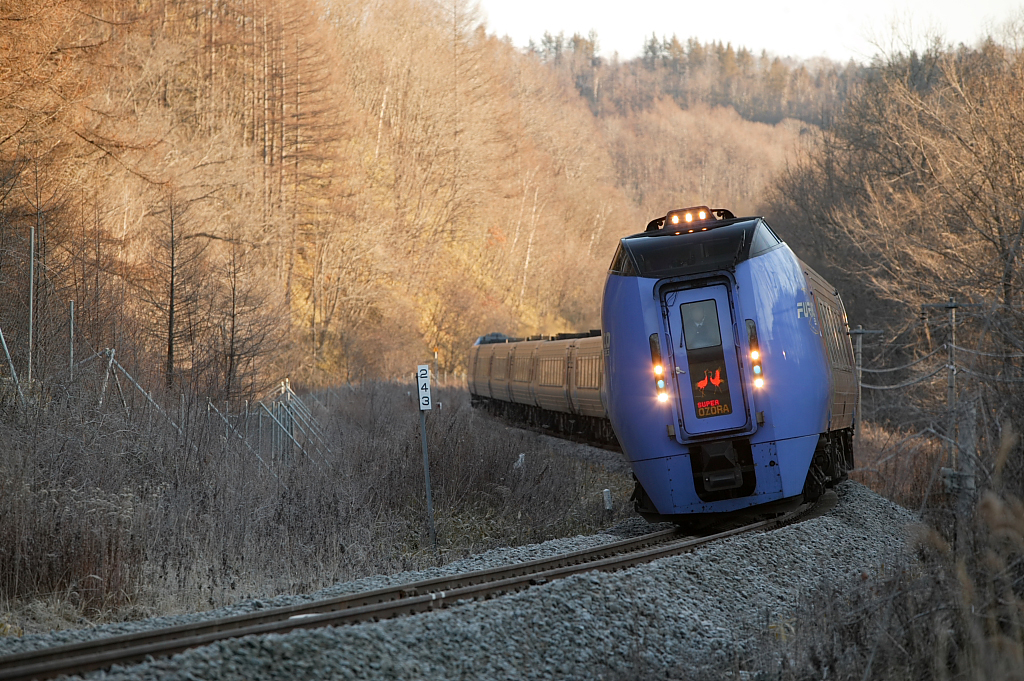
슈퍼 오오조라

이 계열은 63량 전차량이 삿포로 운전소에 배치되어 이하의 열차로 사용되고 있다.
- '슈퍼 오조라'(삿포로~구시로)
- '슈퍼 도카치'(삿포로~오비히로) 5·8호
- '슈퍼 호쿠토'(삿포로~하코다테) 2·16·7·21호
- '홈 라이너'(데이네~삿포로) 회 31D, 회 4003D

도입 초기의 편성당 최대 연결 가능 차량수는 9량이었지만 승차율이 높기 때문에 증결이 잦아 틸팅 지령·제어 컴퓨터를 개량했다. 지금은 최대 11량 편성까지 조성이 가능하다.
이 계열은 키하 281계와 상호연결이 가능하다. 이 경우 편성 전체의 기능은 키하 281계의 사양에 맞추어 제어되어 틸팅작용시 최대 틸팅각은 키하 281계와 같은 5도가 된다.
'슈퍼 호쿠토'의 경우 항상 키하 281계 편성에 이 계열 차량을 증결하는 방식으로 운용된다. 반면 '슈퍼 오조라', '슈퍼 토카치'는 키하 281계와 혼합 연결하지 않는다.